# Famille de la Croix de Chevrières
Pour les articles homonymes, voir de La Croix et Chevrières.
La famille de la Croix de Chevrières, anciennement Guerre ou Guere, est une famille dauphinoise, ayant été anoblie par les charges qu'elle a occupé au parlement du Dauphiné au cours du XVIe siècle.
Elle compte parmi ses membres plusieurs conseillers et présidents à mortier au parlement du Dauphiné, des conseillers d'État, des prélats, des officiers généraux en France et un en Espagne.

## Histoire
L'Introduction, aux Fonds d'archives de la branche de La Croix de Chevrières de Pisançon, indique que la famille obtient des principes de noblesse au XVIe siècle, mais qu'elle a « bénéficié d'un véritable roman généalogique », de la part du dauphinois Guy Allard (1678), permettant de faire remonter la noblesse de la famille au XIVe siècle. Allard, auteur de Histoire généalogique des familles de La Croix de Chevrières , de Portier, d'Arzac, de Chissé, de Sayve et de Rouvroy, dédie son ouvrage au comte de Saint-Vallier, famille qui publie d'ailleurs à ses frais l'ouvrage. Allard omet notammnet l'origine marchande de la famille pour mettre en avant les faits d'armes, inventés, ou provenant d'autres familles.

### Généalogie romancée par Allard (1678)
Allard (1678), repris par les généalogistes notamment Rivoire de La Bâtie (1867) ou encore Borel d'Hauterive (1848), indiquait que la famille avait pour ancien nom Guerre ou Guere et qu'elle était originaire de Voreppe, en Dauphiné,.
Il profite du fait que les deux premiers membres connus, Jean I et Félix I, portent le nom de Guerre, pour donner comme souche aux La Croix, une famille noble de Guerre, existante, originaire de Voreppe. Il fait le récit d'une substitution de nom, par un testament de 3 mars 1476. André Borel d'Hauterive (1848) le reprend en indiquant qu'un Jean, fils de Pierre de Guerre, aurait été institué légataire universel de Félix de la Croix, dernier vivant d'une famille du Gévaudan.
Le fait est que Félix I de la Croix n'est pas un capitaine prisonnier à Pavie, mais un marchand à Romans.

### Accession à la noblesse auXVIesiècle
Régis Valette indique que la famille trouve son principe de noblesse au parlement du Dauphiné en 1543 et que son fief d'Ornacieux a été érigé en marquisat en 1645.
Les dossiers du Cabinet d'Hozier ainsi que les dossiers bleus de la Bibliothèque nationale ont permis au baron Henry de Woëlmont de Brumagne (1924) ou encore Jules Chevalier de produire des notices généalogiques.
La filiation de la famille commence de manière certaine avec Jean de La Croix, dit Guerre, marchand et syndic de Romans (1488). Son fils, Félix, connait une ascension rapide puisqu'il est successivement conseiller (1543), puis avocat général (1549) et maître des requêtes (1553) au parlement de Grenoble,. Il acquiert, de Diane de Poitiers, les seigneuries de Brié et de Chevrières, en avril 1560,. Son fils, Jean II, poursuit la même carrière dans la magistrature, devenant conseiller (1578), avocat général puis président au Parlement (1603), maître des requêtes (1580-1588), conseiller d'Etat (1595-1612), garde des sceaux de Savoie (1600-1601), ambassadeur extraordinaire en Savoie (1605), surintendant du Dauphiné (1595), jusqu'à, devenu veuf à 52 ans, où il entre dans les ordres et devient évêque de Grenoble. Sa situation lui permet une politique de terres importante. Il achète ainsi la baronnie de Clérieux, les comtés de Saint-Vallier et de Vals, la parerie poitevine de Pisançon, les terres d'Ornacieux et de Faramans,,.
À la suite de Jean II, la famille se divise en deux branches, les la Croix de Chevrières de Saint-Vallier et les la Croix de Chevrières de Pisançon. Une troisième suivra avec les possesseurs de Sayve et d'Ornacieux,.

## Généalogie
- Félix Ier de la Croix de Chevrières, est né à la fin du XVe siècle, seigneur de Guerre et de la Ruinière. Il a d'abord été pourvu d'une charge de conseiller au parlement du Dauphiné, le 30 avril 1543. Le roi François Ier l'a choisi, le 8 février 1544, pour un des commissaires chargés d'instruire le procès du chancelier Poyet. Puis il a été membre de la chambre de justice pour le jugement du maréchal de Biez et de son gendre Jacques de Coucy, seigneur de Vervins. Il a montré dans ces procès un grand talent oratoire. Il a résigné sa charge de conseiller pour obtenir celle d'avocat-général au parlement du Dauphiné qu'il a obtenu par lettres du 3 janvier 1549. Il a été reçu le 18 décembre 1551. Il se démet de cette charge car appelé à être le seul maître des requêtes du Dauphin et d'intendant de justice, police et finances du Dauphiné. La charge lui est confirmée par lettres du 14 juillet 1554. Il est nommé par lettres patentes conseiller d'État le 14 juin 1557.[réf. nécessaire] Il a acquis la seigneurie de Chevrières de Diane de Poitiers, duchesse de Valentinois, en avril 1560. Le roi lui a fait remise des droits de lods par lettres patentes du 27 septembre 1561. Il a épousé, par contrat passé le 15 juin 1541, Guigonne de Portier, dame de Brie, fille de Jacques de Portier, écuyer, seigneur de Brie, et de Catherine de Morard d'Arces. De ce mariage il a eu :
  - Félix de la Croix, dit le capitaine Chevrières, il a participé aux guerres de religion dans le Diois. Le 5 août 1575 il est nommé capitaine de 500 hommes de pied. Il enlève Morestel aux protestants mais il est blessé dans l'attaque. Nommé colonel de six autres compagnies, il commande aux sièges de Montéléger, de Jonchère et d'Hostun. Il est tué au siège d'Issoire, en 1577.[réf. nécessaire]
  - Jean  III de la Croix de Chevrières, qui suit.
  - André de la Croix, seigneur de Satuzange, mort célibataire après 1577.
  - Balthazar de la Croix.
  - Gaspard de la Croix.
  - Guigonne de la Croix.
  - Gasparde de la Croix.
  - Catherine de la Croix, dite de Guerre, dame de Fiancays, fait son testament en 1586.

- Jean II de la Croix de Chevrières, seigneur de Chevrières, de Brie. Il a commencé comme son père avec une charge de conseiller au parlement du Dauphiné dont il est pourvu avec dispense d'âge le 25 juin 1578. Il a résigné cette charge pour celle d'avocat-général à ce parlement le 29 octobre 1585 où il est reçu le 20 décembre.

Henri III l'a nommé le 24 novembre 1588 maître des requêtes et intendant de justice et de finances dans l'armée commandée par le duc de Mayenne dans le Dauphiné. Henri IV le nomme conseiller honoraire au parlement du Dauphiné le 27 novembre 1591, puis, le 13 septembre 1595, conseiller d'État et surintendant de la justice et des finances de son armée dans le Dauphiné commandée par Alphonse d'Ornano, le maréchal de Lesdiguières étant alors occupé à conquérir la Savoie. Le roi établit alors un conseil souverain et un parlement en Savoie et y appela Jean de la Croix par lettres patentes datées de septembre 1601 et l'a nommé garde des sceaux[réf. nécessaire]. Avec le traité de Lyon, la paix est signée avec le duc de Savoie. Jean de la Croix a remis les sceaux au chancelier de France le 26 octobre 1601[réf. nécessaire]. Ayant été chargé de suivre l'exécution de ce traité, il a reçu du roi en récompense de son action une charge de président à mortier au parlement du Dauphiné. Il y est reçu le 31 décembre 1603. Il ne réussit pas l'année suivante à obtenir du roi l'adjonction des provinces cédées par le duc de Savoie au gouvernement du Dauphiné. Elles sont rattachées au gouvernement de la Bourgogne. Mais le roi l'a nommé le 27 mai 1605 son ambassadeur extraordinaire près la cour de Savoie. D'après les instructions qui lui ont été données en 1607 de mettre en place une ligue avec la Savoie contre l'Espagne pour conquérir le duché de Milan, puis le céder au duc de Savoie contre la Savoie qui aurait été conservée par la France. Le meurtre d'Henri IV a mis fin à ce projet. Il a été chargé de stipuler les conditions de mariage entre Victor-Amédée et Christine de France, fille du roi.
Au retour de son ambassade, veuf depuis des années et souhaitant embrasser la vie religieuse, le roi l'a nommé évêque de Grenoble dont il a reçu les bulles le 11 juillet 1607. Il a résigné son office de président à mortier au parlement du Dauphiné le 2 octobre 1607, mais le roi lui conserve le même jour les rangs qu'il avait non seulement dans ce parlement mais dans tous les parlements du royaume, ce qui est enregistré au parlement de Paris le 22 février 1609. Le 21 février 1609, le roi l'a appelé à la présidence des États du Dauphiné.
Il a acheté en 1584-1585 au duc d'Aumale, petit-fils de Diane de Poitiers le comté de Saint-Vallier, le comté de Vals, la baronnie de Clérieux et la terre de Pizançon. La maison de Chaumont lui a cédé les terres d'Ornacieux et de Faramans ainsi que la baronnie de Serves. Henri IV lui a fait don des droits de lods sur la baronnie de Clérieux et la terre de Chantemerle. Il a fait hommage à Henri IV pour la terre de Lieudieu en la chambre des comptes de Grenoble le 28 février 1606.
Marie de Médicis l'a nommé le 25 juin 1611 son conseiller ordinaire, puis conseiller d'État ordinaire en 1612. Il a assisté aux États généraux du royaume en 1615, puis à l'assemblée des notables tenue à Rouen en 1618. Il est mort à Paris en mars 1619, pendant l'assemblée générale du clergé de France. Il a été inhumé dans le tombeau de sa famille dans la collégiale Saint-Barnard.
Il avait épousé, par contrat du 7 septembre 1577, Barbe d'Arzac, fille de noble Joachim d'Arzac, de Saint-Marcellin, et de Claude  de Costaing de Pusignan qui a fait de sa fille son héritière universelle. De ce mariage, il a eu :
- - Félix II de la Croix de Chevrières, qui suit.
  - Alphonse de La Croix de Chevrières, chevalier, seigneur d'Ornacieux, des Cottanes, de Balbin, de Faramans de Lieudieu, etc. Il a été nommé le 30 avril 1611 le coadjuteur de son père. Il lui a succédé comme évêque et prince de Grenoble, président perpétuel des États du Dauphiné. Il a été sacré à Lyon, le 9 novembre 1616, évêque de Chalcédoine. Ses infirmités lui ont fait démissionner de l'épiscopat de Grenoble en 1620. Il est mort à Saint-Marcellin en juillet 1637.
  - Jean de la Croix de Chevières, auteur de la branche de Pisançon.
  - Pierre de la Croix de Chevrières, mort avant son père.
  - Catherine de la Croix de Chevrières, mariée à noble Pierre de la Baume.
  - Marguerite de la Croix de Chevrières, mariée à noble Laurent de Rabot d'Orillac.

- Félix II de la Croix de Chevrières, comte de Saint-Vallier et de Vals, baron de Serves et de Clérieux, seigneur de Chevrières, de Chantemerle, de Faramans, etc. Il a été pourvu d'une charge de conseiller au parlement du Dauphiné le 24 novembre 1607, puis d'avocat-général au grand conseil le 17 janvier 1613. Le 19 juin 1619 il a été nommé conseiller du roi en ses conseils, maître des requêtes ordinaire et prête serment devant le parlement de Paris pour ces charges le 13 juillet 1619. Il a rendu hommage au roi pour ses terres devant la chambre des comptes du Dauphiné le 14 décembre 1620. Il a fait son testament en 1624 et est mort le 23 novembre 1627. Il a épousé par contrat du 10 juillet 1610 Claude de Chissé, fille de Michel de Chissé, chevalier, baron de Marcousse, et de Claude de Monteynard de Marcieu. De son mariage il a eu :
  - Jean III de la Croix de Chevrières qui suit.
  - Joachim de la Croix de Chevrières, mort en 1619.
  - François-Octavien de la Croix de Chevrières, tué au Siège d'Arras (1640).
  - Jeanne de la Croix de Chevrières, mariée à Félicien de Boffin, baron d'Uriage, avocat-général au parlement du Dauphiné.
  - Catherine de la Croix de Chevrières, mariée en 1634 avec Annet de la Baume-Suze, comte de Rochefort en Languedoc.
  - Anne de la Croix de Chevrières, morte en 1619.
  - Barbe de la Croix de Chevrières, religieuse à la Visitation de Sainte-Marie à Grenoble.
  - Marie de la Croix de Chevrières, religieuse au Monastère royal de Montfleury, diocèse de Grenoble.
  - Françoise de la Croix de Chevrières, religieuse au monastère royal de Montfleury, diocèse de Grenoble.

- Jean III de la Croix de Chevrières, comte de Saint-Vallier et de Vals, marquis d'Ornacieux, baron de Serves et de Clérieux, seigneur de Chevrières, Chantemerle, de Blanieu, Lieudieu, Saint-Véran, Brie, Beaumont, Crosé, Monteux, Faramans, Balbin et des Cottanes. Il est reçu conseiller au parlement du Dauphiné le 9 août 1633. Il a épousé à Dijon, par contrat du 29 avril 1642, Marie de Sayve, héritière de Jacques de Sayve, seigneur d'Échigey et de Chamblanc, conseiller du roi en ses conseils d'État et privé, président à mortier au parlement de Dijon, et de dame Barbe Giroud de Marini. Jacques de Sayve a fait de sa fille son héritière universelle et a prévu que le second fils de sa fille porterait le nom et les armes de Sayve et hériterait sa terre et seigneurie d'Échigey. Jean de la croix de Chevrières s'est alors démis de sa charge de conseiller au parlement du Dauphiné pour celle de président au parlement de Bourgogne où il est reçu le 15 juin 1643. En novembre 1644 il est chargé d'une négociation secrète à Rome. À son retour, le 1er février 1645, il est nommé conseiller d'État. Puis, en récompense de ses services, par lettres patentes enregistrées en 1646 par le parlement et la chambre des comptes du Dauphiné, la seigneurie d'Ornacieux est érigée au titre de marquisat d'Ornacieux, avec union et incorporation des villages de Saint-Didier, Balbin, Jupin, Sardieu, Pinol et Marcillole. La reine-mère Anne d'Autriche l'a nommé dans son conseil avec voix délibérative par lettres patentes du 25 mars 1648. Il est pouvu d'une charge de président à mortier au parlement du Dauphiné le 25 juin 1650. Par lettres patentes du roi au parlement du Dauphiné, on apprend qu'il a été envoyé à Rome en 1654. Il fait son testament au château de Brie en 1678 et meurt en 1680. Il a eu de son mariage :
  - Pierre-Félix de la Croix de Chevrières qui a continué la branche de Saint-Vallier, marquis de Chevrières.
  - Jacques-Benoît de la Croix de Chevrières, comte de Sayve, mais il est mort non marié, en Espagne, en 1667.
  - François de la Croix de Chevrières, commence la branche de Sayve, marquis d'Ornacieux.
  - Jean-Baptiste de la Croix de Chevrières, né à Grenoble le 14 novembre 1653. Admis chevalier de l'ordre de Saint-Jean de Jérusalem dans sa minorité par bref du pape Alexandre VII le 13 octobre 1663. Il a été successivement prieur de Saint-Vallier, docteur en théologie de la faculté de Paris, chanoine de l'église collégiale de Grenoble et aumônier de Louis XIV. Il a assisté à l'assemblée générale du clergé de France en 1675. Puis il est vicaire général du diocèse de Québec en 1685, puis évêque de Québec en 1688, mort le 26 décembre 1727 à Québec.
  - Barbe-Marie de la Croix de Chevrières, marié par contrat du 22 juillet 1664 avec Louis de Pontevès, marquis de Buoux, baron de Saint-Martin de Castillon.
  - Madelaine-Marguerite de la Croix de Chevrières, religieuse au grand couvent de la Visitation à Grenoble.
  - Anne de la Croix de Chevrières a épousé, par contrat passé le 6 août 1655, Gabriel de Prunier-Saint André en Bouchaine, président à mortier au parlement du Dauphiné.
  - Isabelle de la Croix de Chevrières, religieuse au monastère royal de Montfleury.
  - Angélique-Claudine de la Croix de Chevrières, mariée par contrat passé le 7 juin 1677, Louis-Rostaing de Clermont, comte puis marquis de Montoison.
  - Thérèse de la Croix de Chevrières, morte jeune.

### Branche de Saint-Vallier
- Pierre-Félix de la Croix de Chevrières, marquis de Chevrières, comte de Saint-Vallier. Il est né à Grenoble le 10 juin 1644. Il a fait sa première campagne à 20 ans, en Afrique sous les ordres du duc de Beaufort. et à la prise de Gigery. Il est nommé le 20 décembre 1666 colonel d'un régiment d'infanterie du petit vieux corps qui a pris alors le nom de régiment de Saint-Vallier. Il le commande à l'armée de Flandre sous les ordres du maréchal de Créquy, puis au siège de Dôle, ensuite au secours de Candie, en 1669. Il est nommé aux conseil d'État et privé et pourvu en 1670 de la charge de capitaine des gardes de la porte du roi.[réf. nécessaire] Il a fait les campagnes en Hollande, en Flandre, et en Franche-Comté. Par lettres patentes de février 1682, Louis XIV a érigé la terre de Chevrières en marquisat. Le roi a confirmé les titres du comté de Saint-Vallier par lettres patentes d'avril 1687 et du comté de Vals par lettres patentes de septembre 1690. Il a épousé, par contrat du 11 mai 1675, Jeanne de Rouvroy, fille de Charles de Rouvroy, seigneur du Puy et de Froissy, capitaine au régiment des Gardes françaises, et de Marie-Ursule de Gontery. Il est mort à Grenoble le 16 juin 1699. Il a eu de son mariage :
  - Jean-Baptiste de la Croix de Chevrières, né à Paris le 21 avril 1676, mort jeune.
  - Henri-Bernard de la Croix de Chevrières, qui suit.
  - François-Paul de la Croix de Chevrières, chevalier de Saint-Vallier, né le 18 avril 1689. À 15 ans il a levé une compagnie à la formation du régiment de la Feuillade infanterie, en 1704. Il a été promu maréchal de camp le 1er mars 1738. Il a été tué le 25 septembre 1742.
  - Barbe de la Croix de Chevrières, mariée en 1703 avec François de Prunier de Lemps, seigneur de Lemps, de la Chèze, de Maubourg..., capitaine au régiment de Sauzay.
  - N. de la Croix de Chevrières, mariée à N. de Bocsozel, marquis de Montgontier.

- Henri-Bernard de la Croix de Chevrières, marquis de Chevrières et de Clérieux, comte de Saint-Vallier et de Vals, baron de Serves et de Chantemerle, seigneur de Croses, Chavas, Curson, Beaumont, Monteux. Il est né en 1678. Il a d'abord embrassé l'état ecclésistique mais l'a abandonné à la mort de son frère aîné. Il a participé à plusieurs campagnes, a participé au siège de Fribourg en 1713. Il est mort à Grenoble en janvier 1754. Il s'est marié, par contrat en 1712, Denise-Renée de Louviers, fille de François marquis de Louviers et de Vauchamp, et de Marie-Élisabeth de Louviers. Il a eu :
  - Nicolas-Amédée de la Croix de Chevrières.
  - Jean-Claude de la Croix de Chevrières, dit l'abbé de Saint-Vallier, né en 1718, docteur de Sorbonne, abbé commendataire de l'abbaye d'Ardenne, mort aux Missions Étrangères, à Paris, le 6 juin 1765.
  - Jean-Baptiste-Paul-Charles de la Croix de Chevrières, chevalier de Saint-Vallier, né en 1721, seigneur de Vauchamps en Brie. Il a obtenu une compagnie de cavalerie dans le régiment de Clermont-Tonnerre en 1748. Il a quitté ce régiment avec le grade de major et la croix de chavalier de l'ordre de Saint-Louis. Il a épousé Henriette de la Porte de Riantz dont il a eu :
    - Barbe-Pierette de la Croix de Chevrières, mariée au marquis du Bourg.

- Nicolas-Amédée de la Croix de Chevrières, marquis de Chevrières et de Clérieux, comte de Saint-Vallier, baron de Serves, né en 1714. Il a été capitaine au régiment de Bauffremont, chevalier de l'ordre de Saint-Louis. Il a épousé en 1755 Jeanne-Gabrielle de Grolée, fille de Joseph de Grolée, seigneur de la Fourcatière, et de Marie-Rosalie de Rigaud de Laigue de Serezin. Il est mort à Grenoble en 1798. Il a eu de son mariage :
  - Jean-Denis-René de la Croix de Chevrières, qui suit.
  - Jean-Claude-Marie de la Croix de Chevrières, qui suit.
  - Charles-Paul de la Croix de Chevrières de Saint-Vallier, né le 8 février 1759, député en 1815. Il a épousé en 1791 Marie-Madeleine de Cotte. Il est mort à Paris le 16 novembre 1835.
  - Amédée-René-Félix de la Croix de Chevrières de Saint-Vallier, né en 1771, mort en 1837.

- Jean-Denis-René de la Croix de Chevrières

- Jean-Claude-Marie de la Croix de Chevrières de Saint-Vallier, le 1er mars 1758, reçu chevalier de l'ordre de Malte de minorité le 2 août suivant. Il est chevalier de l'ordre de Saint-Louis avant 20 ans, capitaine de vaisseau avant 25 ans et a fait les campagnes maritimes qui ont amené à l'indépendance des États-Unis. Il est décédé en 1810. Il a épousé en 1801 avec Bonne-Marie de Gratet du Bouchage, fille de Marc-Joseph de Gratet, comte du Bouchage, et de Catherine-Bonne de Regnauld de Parcieu, dont il a eu :
  - Bonne-Humbert de la Croix de Chevrières.
  - Charles-Paul-Gabriel de la Croix de Chevrières, né le 8 juillet 1805. Il est entré à l'école militaire de Saint-Cyr le 1er octobre 1820.

- Bonne-Humbert de la Croix de Chevrières, comte de Saint-Vallier, né le 24 août 1804, officier de cavalerie jusqu'en 1830. Il s'est mariée le 20 mai 1818 avec Marie Éléonore Angélique de Maussion. De ce mariage il a eu :
  - Charles-Raymond de la Croix de Chevrières, né le 12 septembre 1833.
  - Jean-Charles de la Croix de Chevrières, vicomte de Saint-Vallier, né le 23 novembre 1839 à Coucy-lès-Eppes, chevalier de Légion d'honneur[7]. Il a été lieutenant-colonel des mobilisés de la Nièvre en 1871. Mort le 16 septembre 1890.

- Charles Raymond de Saint-Vallier, Charles-Raymond de la Croix de Chevrières, comte de Saint-Vallier, né le 12 septembre 1833 à Coucy-lès-Eppes, sénateur, ambassadeur de la République Française à Berlin, grand-croix de la Légion d'honneur[8]. Décédé à Coucy-lès-Eppes le 3 février 1886.

### Branche de Sayve
- François de la Croix de Chevrières de Sayve (1647-1695), fils puiné de Jean IV de la Croix de Chevrières et de Marie de Sayve, baptisé le 23 juillet 1647. Après la mort de son frère Jacques-Benoît, il lui est substitué pour recevoir l'héritage de son grand-père maternel, Jacques de Sayve. Son père lui a légué, par le testament du 4 novembre 1678, le marquisat d'Ornacieux avec les terres adjacentes. Il est donc comte de Sayve, de Marigny, marquis d'Ornacieux, seigneur de Faramans, des Cottanes, et de Lieudieu, et possède la maison seigneuriale de Serclier. Il a été président à mortier du parlement du Dauphiné. Il a épousé, par contrat du 4 septembre 1680, Antoinette de Vidaud de la Tour, fille de Jean de Vidaud, baron d'Anthon, seigneur de la Tour, procureur-général au parlement du Dauphiné, et de Gabrielle de Sève. Il est mort le 21 janvier 1695. Il a eu de son mariage :
  - Jean-Dominique de la Croix de Chevrières, qui suit.
  - Gabriel de la Croix de Chevières, comte de Marigny, mort abbé.
  - Pierre-Félix de la Croix de Chevrières, comte de Sayve, colonel d'infanterie et bibliophile[9], né le 17 février 1686. Il a participé à la guerre de Succession d'Espagne. Il est passé au service de Philippe V d'Espagne. Il est nommé lieutenant-général de ses armées et gouverneur. Sous le nom de Pedro Félix de la Croix de Chevrières, conde de Sayve, il est capitán general du royaume de Valence, entre 1766 et 1775, président de l'audience royale de ce royaume, commandant militaire du royaume de Murcie[réf. nécessaire], commandeur de la commanderie de Arès, de l'ordre de Montesa et grand-croix de l'ordre royal et militaire de Saint-Louis. Il est mort en 1775. Il a eu deux filles de son mariage :
    - Elisabth Philippine Isabelle de la Croix de Chevrières de Sayve (1737-1814), mariée au vicomte Otton de Flodorp, seigneur de Clabeck , en Belgique.
    - Louise-Philippine de la Croix de Chevrières de Sayve (1739-1823), se marie avec Henri de Lontzen, marquis de Roben, seigneur de Linster et colonel au service du roi d'Espagne.
Elles sont décédées sans enfants. Elles ont fait de leurs petits-neveux à la mode de Bretagne, Jules et Auguste de la Croix de Chevrières de Sayve, fils de Barthelemi-Arthus de la Croix de Chevrières de Sayve, leurs héritiers.

  - Mathieu de la Croix de Chevrières de Sayve.
  - autre Mathieu de la Croix de Chevrières, , chevalier d'Ornacieux, capitaine dans le régiment du Commissaire Général cavalerie.
  - Nicolas-Amédée de la Croix de Chevrières, chevalier de Marigny, capitaine dans le même régiment.
  - Gabrielle de la Croix de Chevrières, religieuse dans le couvent de la Visitation à Grenoble.
  - Anne de la Croix de Chevrières de Sayve, prieure perpétuelle du monastère Saint-Benoît de Lyon.

- Jean-Dominique de la Croix de Chevrières de Sayve, comte de Sayve, marquis d'Ornacieux, seigneur de Faramans, des Cottanes, d'Arzay, de Boissieux, etc., conseiller puis président au parlement du Dauphiné le 12 août 1709. Il s'est marié, par contrat du 9 juillet 1712, Marie-Anne de la Poype de Saint-Julien, fille de Arthus-Joseph de la Poype de Saint-Julien de Gramont, président à mortier au parlement de Grenoble, et d'Anne de Grolée-Viriville. Il est mort en 1740. De son mariage il a eu :
  - Arthus-Joseph de la Croix de Chevrières de Sayve qui suit.
  - Gaspard-François de la Croix de Chevrières de Sayve, le 14 juillet 1714, reçu chevalier de l'ordre de Malte le 7 mai 1720, commandeur de Durans, bailli de Manosque en 1775.
  - Deux filles.

- Arthus-Joseph de la Croix de Chevrières de Sayve (1713-1800), marquis d'Ornacieux, seigneur de Faramans, de Pajay, de Boissieux, de Lieudieu, de Marcillole, de Sardieu, et autres places, conseiller puis président à morter au parlement du Dauphiné le 7 septembre 1739. Il est mort à Véronne, le 2 mai 1800. Il a épousé, par contrat du 7 novembre 1744, Anne Pupil de Mions, fille de Barthelemi-Jean-Claude Pupil, seigneur de Mions, de Courbas, de Saint-Symphorien, d'Ozon et autres places, premier président de la cour des monnaies, lieutenant-général en la sénéchaussée et siège présidial de Lyon, et de Marguerite de Sève de Flechères. Il a eu de son mariage :
  - Barthelemi-Arthus de la Croix de Chevrières de Sayve, qui suit.
  - Mathieu-Antoine de la Croix de Chevrières de Sayve, baptisé le 29 août 1753, reçu à l'ordre de Malte le 3 juillet 1778. Il a assisté à l'assemblée générale de la noblesse de Romans en 1789.
  - Une fille.

- Barthelemi-Arthus de la Croix de Chevrières de Sayve (1746-1821), marquis de Sayve et d'Ornacieux, président à mortier du parlement du Dauphiné. Mort à Paris le 30 janvier 1821. Il a épousé, par contrat du 24 juin 1781, Adélaïde-Rose-Victoire d'Hervilly, fille de Louis-Michel-César, marquis d'Hervilly, baron d'Iroy, seigneur de Vire, de Lechelle, du Val, de Chigny-sur-Oise, de la Capelle et autres place, et de Rose-Adélaïde-Victoire de Castille-Chenoise. De ce mariage il a eu :
  - Arthus de la Croix de Chevrières de Sayve, mort à 16 ans.
  - Joseph-Louis-Jules de la Croix de Chevrières de Sayve, qui suit.
  - Auguste de la Croix de Chevrières de Sayve, qui suit.
  - Amélie de la Croix de Chévrières de Sayve, morte jeune.

- Jules de la Croix de Chevrières de Sayve (1784-1873), marquis de Sayve, seigneur et châtelain de Clabecq, né à Paris le 1er mai 1784, chevalier de l'ordre de Malte de minorité, en 1787. Il a été aide de camp d'Eugène de Beauharnais ( le vice-roi d'Italie), chevalier de la Légion d'honneur[10], chevalier de l'ordre de la Couronne de fer en 1812. Il a épousé le 1er mai 1815 Célestine-Wilhelmine de Cauvigny, fille de Bernard, baron de Cauvigny de Clinchamps, et de Marie-Claude de Vauquelin. Dont :
  - Gustave Arthus de la Croix de Chevrières de Sayve, (1827-1904), ministre plénipotentiaire à Lisbonne, Constantinople et La Haye, officier de la Légion d'honneur[11]. Maire de Saint-Germain-la-Campagne (Eure).Il épousa Jeanne de Margeot (1835-1915).
    - Jacques Joseph de la Croix de Chevrières de Sayve
    - Jean François de la Croix de Chevières de Sayve, né le 1er janvier 1866 à Lisbonne, capitaine de corvette, administrateur des Chargeurs Réunis, officier de la Légion d'honneur[12]. Mariée vers 1895 avec Hélène O'Donnell dont :
      - Raymond de la Croix de Chevrières de Sayve, comte de Sayve, né le 9 février 1899. Marié le 1er juin 1927 avec Isabelle Rose Jeanne de Kergorlay.

  - Cécile-Isaure-Marie de la Croix de Chevrières (10 mai 1817-1897), mariée le 15 juin 1840 au comte Louis Marie du Couëdic de Kergoaler.
  - Julienne-Élisabeth-Louise de la Croix de Chevrières de Sayve (10 février 1819-1897), veuve d'Alphonse Constantin Snoy (1820-1844), elle épousa le comte Léon de Robiano (1808-1893), le châtelain de Braine-le-Château.
  - Claire-Augusta-Stéphanie de la Croix de Chevrières de Sayve (15 mai 1821-1894). Elle épouse en 1843 le baron Charles Snoy (1823-1908), questeur de la Chambre des Représentants. Fanny Geefs a réalisé son portrait en 1841[13].
  - Marie-Alix-Émilie de la Croix de Chevrières de Sayve (1823-1876), chanoinesse de l'ordre de Sainte-Anne et décédée à Bruxelles le 18 août 1876
  - Marie-Louise-Hyacinthe- de la Croix de Chevrières de Sayve (1825-1862) épousa le 5 juin 1849 Amédée, comte de Durey de Noinville (1823-1893). Elle décéda au château de la Cressonnière, Bas de la Vigne, Héric dans le département de la Loire-Atlantique.

- Jacques Joseph de la Croix de Chevrières de Sayve (1862- )

- Humbert de la Croix de Chevrières de Sayve (1891-1974)

### Seconde branche de Sayve
- Auguste de la Croix de Chevrières, comte de Sayve et châtelain de Bornival , fils de Barthelemi-Arthus de la Croix de Chevrières de Sayve. Né à Grenoble le 21 juin 1790. Il a été officier de cuirassiers, chevalier de Malte, chevalier de la Légion d'honneur. Il a épousé le 22 mars 1824 Louise-Émilie du Hamel, fille de Louis-Joseph, comte du Hamel, conseiller d'État, successivement préfet des Pyrénées-Orientales, de la Dordogne puis de la Vienne, membre de la chambre des députés. Il fut auteur du Voyage en Sicile fait entre 1820 et 1821.[14]  De ce mariage sont issus :
  - Félix-Charles-Henri de la Croix de Chevrières de Sayve, né le 28 avril 1829.
  - Juliette-Émilie de la Croix de Chevrières de Sayve, née le 6 avril 1825.
  - Sidonie-Wilhelmine de la Croix de Chevrières de Sayve, sœur jumelle de la précédente.
  - Félicie-Alexadrine-Henriette de la Croix de Chevrières, née le 1er septembre 1826 épouse à Paris Jules Edmond Joseph d'Aoust, cinquième marquis d'Aoust et sixième marquis de Jumelle (1827-1888). Elle mourut en 1888[15].

### Branche de Pisançon

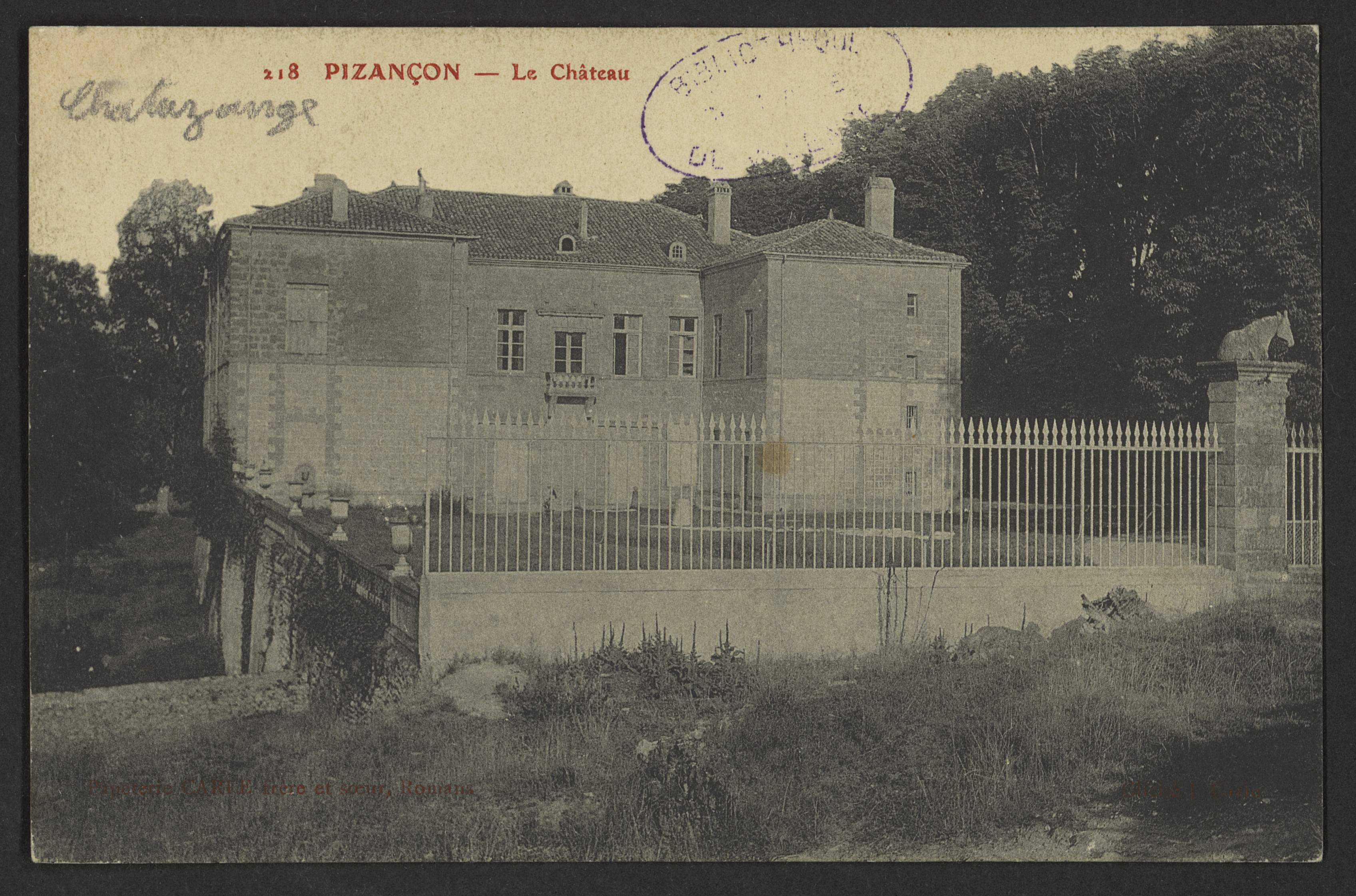
le château de Pizançon au début du XXe siècle

- Jean de la Croix de Chevrières, fils de Jean III de la Croix de Chevrières. Il a pris le parti des armes. Il a été nommé mestre de camp d'un régiment d'infanterie par commission du 20 septembre 1626. Il a épousé, par contrat du 13 janvier 1610, Anne Bailly, fille unique de noble Jean Bailly, conseiller au parlement du Dauphiné, et d'Olympe d'Allières. Il est mort en 1632. De son mariage, il a eu :
  - François de la Croix de Chevrières, mestre de camp dans le régiment de Piémont, il a été fait prisonnier au siège d'Arras. Il est mort en 1640 sans être marié.
  - Jean de la Croix de Chevrières, tué au siège d'Orbitello.
  - Gabriel de la Croix de Chevrières, qui suit.
  - Joseph de la Croix de Chevrières, page du Grand Condé, il est mort à Paris en 1647.
  - Antoine de la Croix de Chevrières, ecclésiastique.
  - Marguerite de la Croix de Chevrières, religieuse au couvent des Filles de Notre-Dame, à Tournon.
  - Honorade de la Croix de Chevrières, religieuse à la Visitation de Sainte-Marie, à Grenoble.
  - Anne de la Croix de Chevrières, mariée le 19 octobre 1632 avec Abel de Simiane-Lacoste, président de la chambre des comptes du Dauphiné, fils de Jean-Baptiste de Simiane-la-Coste, seigneur de Montbivos, et de Marie de Portes.

- Gabriel de la Croix de Chevrières, seigneur de Pisançon, de Chamagnieu, de Satuzange, de Guerre, de la Ruinière et du bourg de Péage de Pisançon. Il a été pourvu d'une charge de conseiller au parlement du Dauphiné le 28 juillet 1650, puis de président à mortier le 30 juin 1670. Il a épousé, par contrat du 10 juillet 1652, Madelaine de Sayve, fille de Claude de Sayve, comte de la Motte et de Thil, seigneur de Chavagnais, etc ., conseiller au grand conseil, puis président de la chambre des comptes de Dijon, et d'Élisabeth de Jacot de Neuilly. Il a eu :
  - Jean-Bernard de la Croix de Chevrières, qui suit.
  - Joachim de la Croix de Chevrières, reçu chevalier de l'ordre de Malte en 1682. Il a été enseigne sur la galère l' Éclatante au service du roi, en 1686. La ville de Marseille a donné son nom, Pisançon, à une rue voisine de la rue Saint-Ferréol, en souvenir des services qu'il a rendus au commerce de Marseille en combattant les barbaresques.
  - Pierre de la Croix de Chevrières, conseiller clerc au parlement du Dauphiné.
  - Claude de la Croix de Chevrières, chevalier de l'ordre de Malte, mort commandeur.
  - Anne de la Croix de Chevvrières, mariée à M. Borel, seigneur de Hauterive.
  - Thérèse de la Croix de Chevrières.
  - Marie de la Croix de Chevrières.
  - Anne de la Croix de Chevrières.

- Jean-Bernard de la Croix de Chevrières

- Louis de la Croix de Chevrières

- Jean-François de Chevrières

### Seconde branche de Pisançon établie en Languedoc
- Charles de la Croix de Chevrières, comte de Pisançon, second fils de Louis de la Croix de Chevrières. Reçu chevalier de l'ordre de Malte de minorité le 17 avril 1758. Chevalier de l'ordre de Saint-Louis. Il a servi dans le régiment de Monsieur, puis dans l'armée de Condé. Il s'est marié le 12 thermidor an VI (30 juillet 1798) avec Marie-Jeanne-Françoise Plantin de Villeperdrix, fille de Constance-laurétius-Charles-Régis Plantin de Villeperdrix, et de Claire Buneau d'Ornac dont il a eu :
  - Jean-François-Léon de la Croix de Chevrières
  - Marie-Gabrielle-Constance de la Croix de Chevrières de Pisançon.
  - Marie-Catherine-Joséphine de la Croix de Chevrières de Pisançon.
  - Marie-Pauline de la Croix de Chevrières de Pisançon.
  - Marie-Élisabeth de la Croix de Chevrières de Pisançon.

- Jean-François-Léon de la Croix de Chevrières, comte de Pisançon.

## Galerie

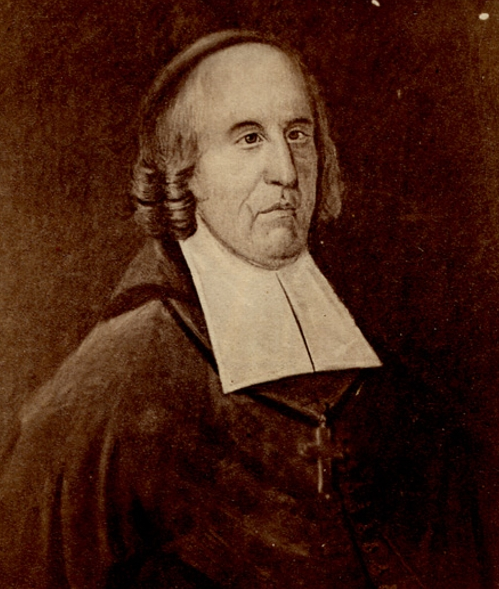
Jean-Baptiste de La Croix de Chevrières de Saint-Vallier (1653-1727)
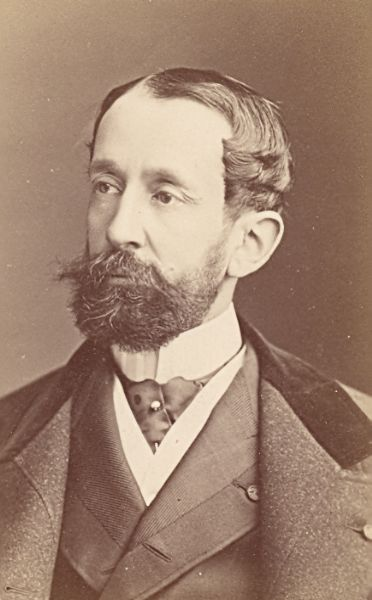
Charles Raymond de La Croix de Chevrières de Saint-Vallier (1833-1886)

## Armes
Armes : D'azur, au buste de cheval d'or, animé de gueules ; au chef cousu de gueules, chargé de trois croisettes d'argent.
Allard (1869) donnait : D'azur à la tête et col de cheval animé d'or, au chef cousu de gueules, chargé de trois croisettes d'argent.
Cimier et supports : Trois cheveaux portant chacun un guidon aux armes ci-dessus.
Cri : Guerre !

## Fiefs
Les la Croix de Chevrières ont été seigneurs de Guerre et de Brié, de Sayve (Saive ?), du Péage de Romans (Bourg-de-Péage), des Cottanes, de Chamagnieu, Chatuzanges (Chatuzange-le-Goubet), Bellechambre, Saint-Bardoux, Chantemerle.
Acquisition de la terre de Chevrières, en 1560. La famille achètent, en 1584 et 1586, les comtés de Saint-Vallier et de Vals, les baronies de Clérieux et de Serves, ainsi que les seigneuries de Pisançon, de Faramans et d'Ornacieux.

## Titre
- marquis d'Ornacieux (1645) et de Chevrières (1683)[3]
- comtes de Saint-Vallier et de Vals (titres de courtoisie).[réf. nécessaire]
- barons de Clérieux et de Serves (titres de courtoisie).[réf. nécessaire]

### Fonds d'archives
- Fonds de la famille de La Croix de Chevrières de Pisançon (1314-1889).  Cote : 29 J 1-269. Grenoble : Archives départementales de l'Isère (présentation en ligne). Auteur : Dominique Dupraz, conservateur aux Archives départementales (1978, revu en 2013)